# Giro di Lombardia 1974
Il Giro di Lombardia 1974, sessantottesima edizione della corsa, fu disputata il 12 ottobre 1974, su un percorso totale di 266 km. Fu vinta dal belga Roger De Vlaeminck, giunto al traguardo con il tempo di 7h07'54" alla media di 37,298 km/h, precedendo il connazionale Eddy Merckx e l'italiano Costantino Conti.
Presero il via da Milano 125 ciclisti e 26 di essi portarono a termine la gara.

## Ordine d'arrivo (Top 10)
| Pos. | Corridore                | Squadra    | Tempo   |
| ---- | ------------------------ | ---------- | ------- |
| 1    | Roger De Vlaeminck       | Brooklyn   | 7h07'54 |
| 2    | Eddy Merckx              | Molteni    | s.t.    |
| 3    | Costantino Conti         | Zonca      | s.t.    |
| 4    | Giuseppe Perletto        | Sammontana | a 2"    |
| 5    | Frans Verbeeck           | Watney     | a 1'24" |
| 6    | Bernard Thévenet         | Peugeot    | s.t.    |
| 7    | Francesco Moser          | Filotex    | s.t.    |
| 8    | Franco Bitossi           | Scic       | a 2'17" |
| 9    | Ole Ritter               | Filotex    | a 2'20" |
| 10   | Jean-Pierre Danguillaume | Peugeot    | a 2'20" |